# Five Songs and a Cover
A Five Songs and a Cover a Foo Fighters 2005-ben megjelent középlemeze. A lemezen (ami a címéből is kiderül) 5 dal és egy feldolgozás hallható. A feldolgozás a Cream "I Feel Free" dalának a feldolgozása, amin Dave Grohl és Taylor Hawkins szerepet cserélt – Grohl dobol, míg Hawkins énekel.

## Az album dalai
| 1.    | Best of You (live a The Quart Festival-on, Kristiansand, Norvégia, 2005. július 7.)           | 4:41 |
| 2.    | DOA (demo, a "Resolve" kislemezen jelent meg)                                                 | 4:11 |
| 3.    | Skin and Bones (Grohl) (a "DOA" kislemezen jelent meg)                                        | 3:37 |
| 4.    | World (demo, a "Resolve" kislemezen jelent meg)                                               | 5:40 |
| 5.    | I Feel Free (Jack Bruce, Pete Brown) (a "DOA" kislemezen jelent meg, eredetileg a Cream dala) | 2:56 |
| 6.    | FFL [Fat Fucking Lie] (a "Best of You" kislemezen jelent meg)                                 | 2:29 |
| 23:35 |                                                                                               |      |

## Közreműködők
- Dave Grohl – ének, gitár, dobok az "I Feel Free" számban
- Taylor Hawkins – dobok, ének az "I Feel Free" számban
- Nate Mendel – basszusgitár
- Chris Shiflett – gitár

## Külső hivatkozások
- A Foo Fighters hivatalos oldala